# Brandon Facyson
Brandon Lamar Facyson (Jacksonville, 8 settembre 1994) è un giocatore di football americano statunitense che milita nel ruolo di cornerback e che è free agent. Al college ha giocato per Virginia Tech.

## Carriera universitaria
Facyson, originario di Jacksonville in Florida, cominciò a giocare a football alla Northgate High School, in Georgia, dove si mise in evidenza come cornerback e wide receiver, andando quindi a giocare dal 2013 al 2017 alla Virginia Tech con gli Hokies che militano nell'Atlantic Coast Conference (ACC) della Divisione I della Football Bowl Subdivision (FBS) della NCAA.
| Stagione | Stagione      | Stagione   | Stagione   | Stagione | Stagione | Difesa  | Difesa  | Difesa  | Difesa | Difesa | Difesa |
| Anno     | Squadra       | Campionato | Conference | P        | PT       | T. tot. | T. sol. | T. ass. | Sack   | Int.   | FF     |
| -------- | ------------- | ---------- | ---------- | -------- | -------- | ------- | ------- | ------- | ------ | ------ | ------ |
| 2013     | Virginia Tech | FBS Div. I | ACC        | 12       | 9        | 27      | 20      | 7       | 0,0    | 5      | 1      |
| 2014     | Virginia Tech | FBS Div. I | ACC        | 3        | 3        | 6       | 5       | 1       | 0,0    | 0      | 0      |
| 2015     | Virginia Tech | FBS Div. I | ACC        | 13       | 10       | 31      | 20      | 11      | 0,0    | 0      | 0      |
| 2016     | Virginia Tech | FBS Div. I | ACC        | 14       | 14       | 48      | 32      | 16      | 0,0    | 0      | 2      |
| 2017     | Virginia Tech | FBS Div. I | ACC        | 12       | 10       | 19      | 14      | 5       | 0,0    | 0      | 0      |
| Totale   | Totale        | Totale     | Totale     | 54       | 46       | 131     | 91      | 40      | 0,0    | 5      | 3      |

Fonte: Football Database
In grassetto i record personali in carriera

## Carriera professionistica

### Los Angeles Chargers
Facyson non su scelto al Draft NFL 2018 e firmò da undrafted free agent con i Los Angeles Chargers un contratto triennale da 1,7 milioni di dollari. Nella sua stagione da rookie giocò in 15 partite, nessuna da titolare, facendo 3 tackle e giocando anche nelle partite dei play-off. Nella sua seconda stagione da professionista Facyson giocò la sua prima partita da titolare nella gara della settimana 2 contro i Detroit Lions.
Terminò la stagione giocando tutte le 16 partite, di cui 4 da titolare, e con 41 tackle.
Il 7 novembre 2020 Facyson fu spostato nella lista riserve/COVID-19 tornando disponibile il 25 novembre 2020.
Il 19 marzo 2021 Facyson firmò per un altro anno con i Chargers a 950.000 dollari. Il 31 agosto 2021 fu svincolato e reingaggiato con la squadra di allenamento il giorno successivo.

### Las Vegas Raiders
Il 6 ottobre 2021 Facyson, da membro della squadra di allenamento dei Charges, firmò con i Las Vegas Raiders un contratto annuale da 920.000 dollari. Nella gara della settimana 6, la vittoria 34-24 sui rivali di division dei Denver Broncos, Facyson fece il suo primo intercetto in carriera su passaggio del quarterback avversario Teddy Bridgewater. Terminò la stagione con 12 partite giocate, di cui 9 da titolare, 55 tackle, un intercetto e 13 passaggi deviati.

### Indianapolis Colts
Il 18 marzo 2022 Facyson firmò da free agent un contratto annuale con gli Indianapolis Colts da 3,8 milioni di dollari, comprensivi di un bonus alla firma di 1,1 milioni di dollari. Facyson giocò 16 partite stagionali, di cui 4 da titolare, con 28 tackle e 6 passaggi deviati.

### Las Vegas Raiders (2° periodo)
Il 16 marzo 2023 Facyson tornò ai Raiders firmando un contratto annuale da 3,25 milioni di dollari con opzione per un secondo anno.
L'8 settembre 2023, a ridosso della gara inaugurale della stagione contro i Denver Broncos, Facyson fu spostato nella lista riserve/infortunati per un problema ad una gamba, dovendo quindi stare fuori almeno per quattro gare. Tornò solo a disposizione per le ultiume tre gare stagionali dove giocò da subentrante.
Il 28 agosto 2024 Facyson fu spostato in lista riserve/infortunati. Il 29 agosto 2024, dopo il raggiungimento di un accordo con i Raiders, Facyson fu svincolato direttamente da infortunato.

## Statistiche

### Stagione regolare
| Stagione | Stagione | Stagione | Stagione | Difesa  | Difesa  | Difesa  | Difesa | Difesa | Difesa | Difesa |
| Anno     | Squadra  | P        | PT       | T. tot. | T. sol. | T. ass. | Sack   | Int    | PD     | FF     |
| -------- | -------- | -------- | -------- | ------- | ------- | ------- | ------ | ------ | ------ | ------ |
| 2018     | LAC      | 15       | 0        | 3       | 2       | 1       | 0,0    | 0      | 0      | 0      |
| 2019     | LAC      | 16       | 4        | 41      | 30      | 11      | 0,0    | 0      | 1      | 0      |
| 2020     | LAC      | 13       | 0        | 16      | 13      | 3       | 0,0    | 0      | 0      | 1      |
| 2021     | LV       | 12       | 9        | 55      | 42      | 13      | 0,0    | 1      | 13     | 0      |
| 2022     | IND      | 16       | 4        | 28      | 26      | 2       | 0,0    | 0      | 6      | 0      |
| 2023     | LV       | 3        | 0        | 5       | 4       | 1       | 0,0    | 0      | 0      | 0      |
| Totale   | Totale   | 75       | 17       | 148     | 117     | 31      | 0,0    | 1      | 20     | 1      |

### Play-off
| Stagione | Stagione | Stagione | Stagione | Difesa  | Difesa  | Difesa  | Difesa | Difesa | Difesa | Difesa |
| Anno     | Squadra  | P        | PT       | T. tot. | T. sol. | T. ass. | Sack   | Int    | PD     | FF     |
| -------- | -------- | -------- | -------- | ------- | ------- | ------- | ------ | ------ | ------ | ------ |
| 2018     | LAC      | 2        | 0        | 0       | 0       | 0       | 0,0    | 0      | 0      | 0      |
| 2021     | LV       | 1        | 1        | 2       | 2       | 0       | 0,0    | 0      | 0      | 0      |
| Totale   | Totale   | 3        | 1        | 2       | 2       | 0       | 0,0    | 0      | 0      | 0      |

Fonte: Football DB
In grassetto i record personali in carriera

## Vita Privata
Nella NFL milita anche il cugino di Facyson, il linebacker Amari Burney, suo compagno di squadra nei Raiders nella stagione 2023.